# 礼和乡
礼和乡，是中华人民共和国宁夏回族自治区石嘴山市惠农区下辖的一个乡镇级行政单位。

## 行政区划
礼和乡下辖以下地区：
永平村、星火村、银河村、红柳岗村、红柴梁村、礼和村和沿河村。